# Gaultheria pullei
Gaultheria pullei är en ljungväxtart som beskrevs av J. J. Smith. Gaultheria pullei ingår i släktet Gaultheria och familjen ljungväxter. Utöver nominatformen finns också underarten G. p. leiotheca.